# Кадровая политика
Ка́дровая поли́тика — совокупность целей и принципов, которые определяют направление и содержание работы с персоналом. Через кадровую политику осуществляется реализация целей и задач управления человеческими ресурсами, поэтому её считают ядром системы работы с человеческими ресурсами. 
Кадровая политика формируется руководством организации, реализуется кадровой службой в процессе выполнения её работниками своих функций. Она находит своё отражение в следующих нормативных документах:
- правилах внутреннего распорядка
- коллективном договоре.

Кадровая политика, содействуя достижению целей организации, и должна решать следующие важнейшие задачи:
- эффективно использовать мастерство и квалификационный потенциал каждого работника;
- обеспечить организацию нужными и заинтересованными работниками;
- создать в организации условия для наиболее полного удовлетворения ее персонала своей работой, в которой он может достичь максимального самовыражения;
- стимулировать и поддерживать стремление каждого работника к сохранению достойного морального климата в коллективе;
- поддерживать среди работников стремление к достижению общей выгоды всего коллектива, организации в целом.

Особое внимание в кадровой политике уделяется подготовке управленческих кадров, основанной на текущем долгосрочном планировании - на так называемых программах управления карьерой руководителей. Программа предусматривает индивидуальное планирование карьеры каждого управленческого работника с учетом потребностей организации и качеств кандидата на выдвижение на основе различных стимулов и гарантий с перспективой продвижения по должности.
Принципиально важной составляющей частью кадровой политики должна стать скоординированная система оплаты труда и вознаграждения за ее результаты. Решение этой сложной проблемы требует выработки надежной оценочной системы, в которой должны приниматься во внимания такие факторы, как профессиональные знания, стаж и опыт работы, интеллектуальные и физические возможности, условия и качество труда, вклад работника в конечный результат деятельности организации.